# São Pedro (Trancoso)
São Pedro ist eine Ortschaft und eine ehemalige Gemeinde (Freguesia) im portugiesischen Kreis Trancoso. Die Gemeinde hatte 1703 Einwohner (Stand 30. Juni 2011).
Am 29. September 2013 wurden die Gemeinden Trancoso (São Pedro), Trancoso (Santa Maria) und Souto Maior zur neuen Gemeinde União das Freguesias de Trancoso (São Pedro e Santa Maria) e Souto Maior zusammengeschlossen. Trancoso (São Pedro) ist Sitz dieser neu gebildeten Gemeinde.